# Giro dell'Appennino 2020
Il Giro dell'Appennino 2020, ottantunesima edizione della corsa, valevole come evento dell'UCI Europe Tour 2020 categoria 1.1 e come dodicesima della Ciclismo Cup 2020, si svolse il 19 settembre 2020 (inizialmente prevista per il 26 aprile) su un percorso di 191,5 km, con partenza da Novi Ligure e arrivo a Genova, in Italia. La vittoria fu appannaggio del britannico Ethan Hayter, il quale completò il percorso in 4h35'38", alla media di 41,686 km/h, precedendo l'italiano Alessandro Covi e l'australiano Robert Stannard.
Sul traguardo di Genova 112 ciclisti, su 158 partiti da Novi Ligure, portarono a termine la competizione.

## Squadre e corridori partecipanti
| N.      | Cod. | Squadra                     |
| ------- | ---- | --------------------------- |
| 1-7     | ITA  | Italia                      |
| 11-17   | AMO  | Amore & Vita-Prodir         |
| 21-27   | ANS  | Androni Giocattoli-Sidermec |
| 31-35   | AST  | Astana Pro Team             |
| 41-47   | TBM  | Bahrain-McLaren             |
| 51-57   | BCF  | Bardiani-CSF-Faizanè        |
| 61-67   | BIA  | Biesse Arvedi               |
| 71-77   | CJR  | Caja Rural-Seguros RGA      |
| 81-87   | CWG  | Circus-Wanty Gobert         |
| 91-97   | CTA  | Colombia Tierra de Atletas  |
| 101-107 | AZT  | D'Amico UM Tools            |
| 111-117 | FOR  | Euskaltel-Euskadi           |

| N.      | Cod. | Squadra                            |
| ------- | ---- | ---------------------------------- |
| 121-127 | GAZ  | Gazprom-RusVelo                    |
| 131-137 | MTS  | Mitchelton-Scott                   |
| 141-147 | MOV  | Movistar Team                      |
| 151-156 | NDP  | Nippo Delko Provence               |
| 161-167 | NTT  | NTT Pro Cycling Team               |
| 171-177 | SAT  | Sangemini–Trevigiani–MG.K Vis      |
| 181-187 | GEF  | General Store-Essegibi-F.lli Curia |
| 191-197 | IGD  | Ineos Grenadiers                   |
| 201-207 | UAD  | UAE Team Emirates                  |
| 211-217 | THR  | Vini Zabù KTM                      |
| 221-227 | IWD  | Work Service Dynatek Vega          |
| 231-237 | GTV  | Giotti Victoria                    |

## Ordine d'arrivo (Top 10)
| Pos. | Corridore          | Squadra    | Tempo    |
| ---- | ------------------ | ---------- | -------- |
| 1    | Ethan Hayter       | Ineos      | 4h35'38" |
| 2    | Alessandro Covi    | UAE        | s.t.     |
| 3    | Robert Stannard    | Mitchelton | s.t.     |
| 4    | Jacopo Mosca       | Italia     | s.t.     |
| 5    | Gotzon Martín      | Euskaltel  | s.t.     |
| 6    | Maurits Lammertink | Circus     | s.t.     |
| 7    | Marco Canola       | Gazprom    | s.t.     |
| 8    | Enrico Battaglin   | Bahrain    | s.t.     |
| 9    | Giovanni Visconti  | Vini Zabù  | s.t.     |
| 10   | Marco Tizza        | Amore&Vita | s.t.     |